# بخش رینج (شهرستان مدیسون، اوهایو)
بخش رینج (به انگلیسی: Range Township) یک منطقهٔ مسکونی در ایالات متحده آمریکا است که در شهرستان مدیسون، اوهایو واقع شده‌است.
 بخش رینج ۱۲۴٫۸ کیلومتر مربع مساحت و ۹۸۳ نفر جمعیت دارد و ۳۰۹ متر بالاتر از سطح دریا واقع شده‌است.